# Куренівські монастирі
Куренівські монастирі (Куренівське тримонастир'є) — старообрядницькі монастирі білокриницької ієрархії, що розташовувалися в Ольгопільському повіті Подільської губернії (тепер — Чечельницький район Вінницької області).
Найстарішим і найважливішим з Куренівських монастирів був Миколаївський чоловічий монастир, при якому пізніше виник Успенський жіночий скит, на початку XX століття перетворений у жіночий монастир. Після видання «Окружного послання» в 1862 році Куренівський монастир став одним з центрів новокружницького руху.
Розбрат з Руською православною старообрядською церквою привів до створення нею в 1906 році Свято-Успенського новоженського монастиря. Протиріччя між старообрядською церквою та новокружницькими монастирями так і не були вирішені. Радянська влада закрила і зруйнувала всі три монастирі.

## Історія
Старообрядницький Микільський монастир був заснований в 1675 році за дві версти від села Куренівка (тепер — Чечельницький район Вінницької області). Наприкінці XVIII століття в селі також був побудований Успенський жіночий скит, який був самостійним в управлінні, але був підпорядкований чоловічому монастирю в питаннях віри.
На початку XIX століття старообрядцям ставало все важче знаходити втікачів священиків. Цьому сприяла також і політика, проведена Миколою I щодо старообрядців. Це змушувало останніх шукати єпископа, для можливості здійснення хіротонії. У 1823—1828 роках ігумен Куренівського монастиря Іраклій з 15 ченцями здійснив поїздку до Османської імперії, з метою пошуку «давньоправославного» архієрея. У своїй подорожі вони досягли Єгипту, але пошук закінчився безрезультатно. У 1846 році ченці Білокриницького монастиря приєднали до старообрядництва колишнього митрополита Босно-Сараєвського Амвросія. Він одноосібно здійснив хіротонію на єпископа Кирила (Тимофеєва), поклавши початок Білокриницькій ієрархії. Куренівські ченці визнали законність цієї ієрархії, а насельник цього монастиря Софроній (Жиров) був висвячений на єпископа Симбірського, ставши першим старообрядницьким архієреєм у Російській імперії.
У 1842 році імператор Микола I видав указ, згідно з яким Куренівський монастир і жіночий скит мали залишатися у такому стані, в якому вони існували до цього часу. Це означало, серед іншого, й заборону на прийом до монастиря нових насельників. Ченці фактично обходили заборону, записуючи нових насельників під іменами померлих раніше. Зокрема, в 1851 році під час перевірки монастиря було виявлено, що чернець Антоній (Німий) був замінений іншим німим ченцем. Аби не допустити приєднання обителі до одновіря, браття часто змінювали настоятеля монастиря. Тільки з початку січня по 20 квітня 1846 року в монастирі було змінено п'ять настоятелів. У 1867 році Олександр II видав аналогічний указ. Хоча ні перший, ні другий укази так і не були скасовані, але про їх виконання з часом забули.
З 1860 року в Нікольському монастирі розміщувалася кафедра старообрядницького єпископа Балтського, першим з яких став Варлаам (Римарєв). Його перебування в обителі у сані архієрея було недовгим. У 1862 році в Москві він підписав «Окружне послання Російських архіпастирів Білокриницької ієрархії». Повернувшись до монастиря, він почав агітувати братію визнати це послання, застосувавши силу. У відповідь ченці найняли місцевих ополченців, скликаних у зв'язку з Січневим повстанням, і видворили владику Варлаама з монастиря. З насельників був обраний новокружницький архієпископ Антоній (Климов). Монастир став одним з головних центрів опору кружництва.
Після видання в 1905 році указу «Про зміцнення основ віротерпимості» і прийняття закону 17 жовтня 1906 року стало можливим відкриття нових старообрядницьких монастирів і церков. Успенський жіночий скит був перетворений на жіночий монастир, а замість келій-хат були побудовані сім корпусів по 12 келій у кожній. Руська православна старообрядська церква також скористалася отриманою свободою і заснувала свій Ніколо-Успенський жіночий монастир, будівництво якого почалося в 1908 році. У 1913 році промисловець Арсеній Іванович Морозов відвідав споруджуваний монастир і подарував йому 13 десятин землі, в тому числі три десятини лісу.

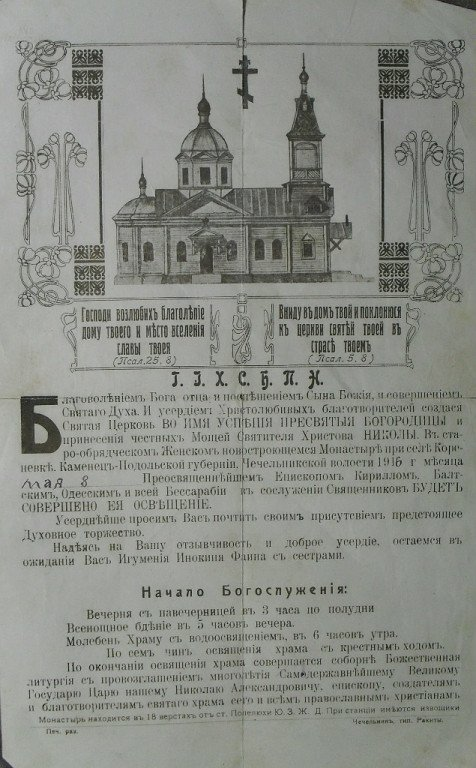
Запрошення на освячення нового храму Свято-Успенського монастиря

9 травня 1916 року Свято-Успенський храм нового жіночого монастиря був освячений архієпископом Мелетієм (Картушіним) у співслужінні з єпископом Кирилом (Політовим), сімнадцяти священиків і двох дияконів. Під час перебування в Куреневці владика Мелетій побував у Миколаївському чоловічому монастирі, де зустрівся з новокружницьким єпископом Балтським Мефодієм (Соколовим). В ході зустрічі владика Мефодій звинуватив окружників в єресі. Далі почалася дискусія про закон 17 жовтня 1906 року та встановлені ним правила реєстрації громад. Архиєпископ не бачив у них нічого поганого, а владика Мефодій заявив, що вони порушують канони православної Церкви. Розмова закінчилася тим, що владика Мефодій велів архієпископу покинути монастир.
Після Жовтневого перевороту монастирі приходять у занепад. Радянська влада націоналізувала монастирські землі, позбавивши джерела доходу. У 1923 році владою було прийнято рішення про поступове закриття монастирів. Станом на 31 січня 1925 року в Нікольському монастирі проживало 34 людини, Успенському — 52 людини, Ніколо-Успенському — 8 осіб. У 1928 році померла ігуменя Фаїна — остання настоятелька новожіночого монастиря, після чого ця обитель була закрита. У 1932 році ікони та старовинні книги були передані партійними і комсомольськими активістами в колгосп, де вони використовувалися як паливо. З ікон також робили клітки для свиней. У 1935 році храми чоловічого і нового жіночого були розібрані на будматеріали для будівництва зерносховища. У молитовному домі старого жіночого монастиря відкрили клуб. Монастирські кладовища також були знищені.

## Відомі насельники
Багато насельників Микільського монастиря були рукоположені в сан єпископа:
- Софроній (Жиров) — єпископ Симбірський;
- Варлаам (Римарєв) — єпископ Балтський;
- Антоній (Климов) — новокружницький єпископ Московський[4];
- Кіріл (Яблучников) — новокружницький єпископ Балтський, знятий із сану;
- Симеон (Бельченко) — новокружницький єпископ Балтський і всієї Бессарабії;
- Іов (Борисов) — новокружницький єпископ Московський;
- Кіріл (Політов) — новокружницький єпископ Балтський, Одеський і всієї Бессарабії, в 1906 році приєднався до окружників[5];
- Мефодій (Соколов) — новокружницький єпископ Балтський;
- Філагрій (Кізін) — новокружницький єпископ Балтський;
- Петро (Глазов) — новокружницький єпископ Ржевський, самопроголошений єпископ Московський, в 1940-ві роки приєднався до окружників[6];
- Сава (Суржиков) — новокружницький єпископ Балтський і всього Півдня.

## Побут
Нікольський чоловічий монастир був загальножительним (кіновія). Основним джерелом доходу були обробка орендованої у поміщиків землі, утримання млинів, а також пожертвування старообрядців-неокружників. У монастирі тримали до 20 коней. Обителі належав цегельний завод, майстерня для виготовлення возів, олійниця і пекарня, було два ставки. Лікування в монастирі не практикувалося, у тому числі і народними засобами. Ченці не милися в бані, а перед входом в кожну келію був умивальник. В обителі проживали, головним чином, вихідці з різних українських територій: Області Війська Донського, Подільської, Херсонської, Бессарабської, а також Росії — Московської, Володимирської губерній.
В Успенському жіночому скиту практикували індивідуальне проживання (ідіоритм). Після реорганізації скиту в монастир у ньому діяла школа для дівчаток із старообрядницьких сімей.
Ніколо-Успенський новоженський монастир мав власні земельні наділи, подаровані промисловцем Морозовим. Також обителі належали льохи, стайні, хліви для худоби. Незабаром вони були відібрані, а сам монастир проіснував всього близько 20 років.